# Die letzten Jahre der Clelia Trotti
Die letzten Jahre der Clelia Trotti (ital. „Gli ultimi anni di Clelia Trotti“) ist der Titel einer 1955 publizierten Erzählung von Giorgio Bassani. Im Mittelpunkt des Porträts der Sozialistin Trotti stehen ihre letzten vier Lebensjahre zur Zeit des Faschismus im Ferrara. Die deutsche Übersetzung von Herbert Schlüter erschien 1964.

## Inhalt

### Leichenzug
Im Herbst 1946 wird der Sarg der drei Jahre zuvor während der deutschen Besatzungszeit im Gefängnis verstorbenen Clelia Trotti vom Friedhof in Codigoro nach Ferrara überführt (Kap 1). Dem Leichenwagen voran spielt eine Musikkapelle den Trauermarsch von Chopin. Eine Gruppe von Landfrauen trägt große Kränze. Ihnen folgen Mitglieder der sozialistischen Partei mit Spruchbändern, auf denen z. B. „Evviva Clelia Trotti, die heldenhafte Führerin der Arbeiterklasse“ steht, und mit einem „Wald von roten Fahnen“. Unmittelbar hinter dem Sarg gehen die Honoratioren der Stadt: Sozialisten, Kommunisten, Katholiken, Liberale, Angehörige der Aktionspartei, historische Republikaner, Mitglieder des Nationalen Befreiungskomitees aus der Zeit der Untergrundarbeit, der Vorsteher der israelitischen Gemeinde und die Bürgermeisterin Dr. Bettitoni. Die Rede hält der Abgeordnete Mauro Bottecchiari, der „Fürst[-] unserer Anwaltschaft“, der alte Volkstribun und sozialistische Kampfgenosse und zeitweise Clelias Geliebter.
Unter den Trauernden auf der Piazza della Certosa in Ferrara ist auch der jüdische Literaturwissenschaftler Bruno Lattes. Er erinnert sich an das letzte Treffen im August 1943 mit seiner alten Lehrerin auf diesem Platz. Am nächsten Tag hat er Ferrara verlassen, ist nach Rom gegangen und knapp zwei Jahre später in die USA emigriert. Während dieser Zeit wurden Clelia in Codigoro inhaftiert und seine Eltern deportiert. Ihre Namen stehen mit fast zweihundert anderen auf der Gedenktafel an der Fassade der Synagoge. Bruno arbeitet an einer Universität in den USA als Lehrbeauftragter für italienische Literatur und hat Aussicht auf die amerikanische Staatsbürgerschaft und eine ordentliche Professur. Er ist nach Italien zurückgekehrt, um sein Erbe, das leergeräumte Haus in der Via Madama, zu regeln, und hat von der Beisetzung der Lehrerin erfahren. „Wie gern hätte er ihr sagen können: »Sehen sie, dass ich recht hatte, als ich Ihnen versprach wiederzukommen? Sehen Sie, dass Sie unrecht hatten, als Sie mir nicht glauben wollten?«“
Gestört wird die Ansprache Bottecchiaris durch den Motorrollerlärm einer ca. 15-jährigen Vespa-Fahrerin auf dem Weg zum Treffpunkt mit ihrem Freund. Beide sind blond und „mit dem gleichen harten und gefühllosen Ausdruck in den klaren Augen. […] War es denkbar, dass der Krieg […] die letzten Jahre der Clelia Trotti -, kein Zeichen auf ihrer Stirn, keinen Schatten von Erfahrenheit in ihren Augen zurückgelassen hatten?“ Als Bruno an dieser Stelle mit Clelia zum letzten Mal gesprochen hat, ist ihm ein ähnlich aussehendes „arisches“ Pärchen aufgefallen.

### Cesare Rovigatti
Im November 1939 erfährt Bruno, dass die ca. 60-jährige Clelia Trotti vor einiger Zeit aus der „Konfinierung“, der Verbannung, mit der Auflage nächtlicher Ausgangssperre und der Verpflichtung, sich zehn Jahre lang wöchentlich im Polizeipräsidium zu melden, nach Ferrara zurückgekehrt ist. Bruno hat zu dieser Zeit sein Studium mit dem Doktorexamen abgeschlossen und unterrichtet an der israelitischen Schule in Ferrara. Er geht zu Clelias langjährigem sozialistischen Kampfgefährten Bottecchiari, um etwas über die alte Lehrerin zu erfahren (Kap. 2). Doch dieser hat sich aus Angst vor den Faschisten aus seiner politischen Arbeit zurückgezogen, reagiert auf Brunos Fragen zurückhaltend und weicht auf andere Themen aus, z. B. auf Brunos Vater, seinen Anwaltskollegen. Er warnt ihn, die Trotti werde überwacht, und verweist ihn zur Erkundung ihrer Adresse auf einen alten Weggefährten, den Flickschuster Cesare Rovigatti, der von Jugend auf mit Clelia befreundet und in seiner Kampfzeit 1924 zusammen mit Bottecchiari von Faschisten überfallen worden ist. Von diesem erfährt Bruno, dass Clelia bei ihrer Schwester, der Lehrerin Codecá und deren Mann, Kassierer bei der Landwirtschaftskasse, in der Via Fondo Banchetto wohnt. Frau Codecá erklärt ihm bei seinen verschiedenen Besuchen, ihre Schwester sei nicht zu Hause. Bruno merkt, dass er unerwünscht ist, und versucht über den Schuster einen direkten Kontakt herzustellen.
Rovigatti ist ihm gegenüber distanziert und misstrauisch und weist auf ihre unterschiedliche soziale Herkunft hin. Bruno sei kein Sozialist. Sein Vater war Offizier im Ersten Weltkrieg und wurde von den Sozialisten als Bourgeois angefeindet. Trotz der Rassengesetze rechnet der Schuster Bruno dem gegnerischen bürgerlichen Lager zu. Er zeigt dem Akademiker gegenüber das Selbstbewusstsein des Handwerkers und genießt einerseits den Triumph, dass der Sohn aus dem herrschaftlichen Haus, für das er fast zwanzig Jahre die Schuhe besohlt hat, ihn besucht, behandelt ihn aber andererseits auch nachsichtig, denn die große Zeit der Familie Lattes und ihrer Klasse sei vorbei. Bruno geht bis in die letzten Wochen des Jahres 1939 fast jeden Abend zu Rovigatti und allmählich verstehen sich die beiden besser und Rovigatti verspricht ihm, die Verbindung zu Clelia herzustellen.

### Clelia Trotti
Eines Tages öffnet bei Brunos erneutem Versuch Clelia Trotti die Haustür (Kap. 3) und erklärt ihm, dass ihre Schwester und ihr Mann sie vor Fehlern bewahren wollen und deshalb ihre Kontakte kontrollieren, denn sie werde durch die Geheimpolizei OVRA überwacht. Die beiden seien dadurch ihre Kerkermeister geworden und separierten sie von der Umwelt. Bruno hat zwar den Eindruck, dass sich „die berühmte Sozialistin und mitleiderregende Gefangene“ im Gegensatz zu anderen Kampfgenossen nie gebeugt und ihre Seele rein erhalten hat, doch hat er das Gefühl, „dass die bessere Welt, die ehrlichere und anständigere Gesellschaft, deren Zeugnis und Relikt zugleich Clelia Trotti war, nicht mehr wiederkommen würden“. Als Signora Codecá den Besucher bemerkt, komplimentiert sie ihn schnell hinaus und sagt, dass er nicht wieder kommen solle.
Stattdessen kommt Clelia in seine Schule, und sie vereinbaren abendliche Besuche in Brunos Elternhaus in der Via Madama. So kann Clelia auf Zeit heimlich ihr Gefängnis verlassen und der Langeweile entfliehen. Jetzt beginnt die Zeit des intensiven Gedankenaustausches (Kap. 4). Beide sind isoliert: Nach den Rassengesetzen sind die Juden eine eigene, ausgeschlossene Klasse, gehören nicht mehr zur Bourgeoisie. Sie hat die Kontakte zu ihren alten Gefährten verloren und kann keinen antifaschistischen Kampf organisieren. Hier könnten ihre gemeinsamen Interessen liegen. Sie schmiedet an einer Koalition und hofft auf etwas Neues und Originelles, außerhalb aller üblichen Geleise, mit jungen Menschen wie Bruno, die Sozialisten sind, ohne es zu sein. Mit dem Kriegsbeginn im Juni 1940 sieht sie die Chance, dass Mussolinis Faschisten besiegt werden können.
Als im September die OVRA ihre Überwachung wieder verstärkt, verlegen Bruno und Clelia ihre Treffen tagsüber auf die Piazza della Certosa vor dem städtischen Friedhof. Sie spricht jetzt am liebsten über ihre Vergangenheit als politischer Häftling und als Strafverbannte: 1922 wurde sie, als sie Lehrerin an der Elementarschule „Umberto I.“ war, von den Faschisten verhaftet, gedemütigt, mit Ruß beschmiert und bis 1930 inhaftiert, dann für viele Jahre verbannt: „Das Gefängnis ist eine wahre Schule […] Die Einsamkeit, die innere Sammlung […] Dass man sich selbst kennenlernt und den Kampf gegen bestimmte Neigungen in sich aufnimmt und immer wieder aufnimmt und manchmal Sieger bleibt“. Sie lobt Bruno dafür, dass er einen anderen Weg gewählt habe als viele seiner Glaubensbrüder. Er habe es „vorgezogen, hierzubleiben, zu kämpfen und zu leiden.“ Sie sieht in ihm ihren Nachfolger und nennt ihm eine Reihe von Antifaschisten, die er zu einem Widerstandsnetz verbinden soll.

### Der andere Weg
Bruno hört Clelias Planungen unkonzentriert zu und beobachtet dabei ein junges „arisch“ aussehendes Liebespaar aus den besten bürgerlichen Familien der Stadt, das vor ihnen vom Friedhof zum Stadtwall spaziert. „Sie waren die Vorbilder, die Prototypen der Rasse! Er sagte es sich mit verzweifeltem Hass und verzweifelter Liebe. Mehr als nur schön, erschienen die beiden ihm wunderbar und unerreichbar. […] Ach, trotz allem auf ihrer Seite stehen, zu ihnen gehören!“ Währenddessen spricht Clelia, „[w]ie für sich allein. Als ginge sie einem Traum nach. Für immer verloren in ihrem einsamen, unaufhörlichen Phantasieren; in den Träumen einer Gefangenen. Ein Schauder überlief ihn. Vielleicht würde der Tag kommen, an dem sie begriff, was für ein Mensch Bruno Lattes wirklich war, dachte er.“
Mit dem Blick auf die Mura degli Angeli, die alte Stadtbefestigung, die hoch im abendlichen Licht vor ihnen liegt, endet ihr letztes Gespräch. Bruno flüchtet nach Rom. Bereits zuvor wollte ihn sein Vater zur Ausreise in die USA bewegen, wo ihm eine glänzende Karriere bevorstehe. Er folgt schließlich dem Rat des Vaters, dessen Prognose sich bestätigt. Währenddessen wird Clelia verhaftet und stirbt im Gefängnis.

## Bassanis Ferrara-Erzählungen
Um Bassanis „Die Gärten der Finzi-Contini“ gruppiert sich eine Reihe „Ferrareser Geschichten“, deren Haupthandlungen jeweils von den 1920er bis in die 1940er Jahre spielen. Sie werden entweder von einer der Figuren, dem Sohn einer großbürgerlichen jüdischen Familie, oder einem anonymen Erzähler und Beobachter der Ferrara-Szene vorgetragen und setzen einen ähnlichen Erlebnishorizont wie der des 1916 in Ferrara geborenen Autors voraus. Bruno Lattes ist neben den „letzten Jahren“ in zwei weiteren Ferrara-Geschichten Haupt- bzw. Nebenfigur:
Er und seine Freundin, die 17-jährige Adriana Trentini, gehören zur Tennis-Gesellschaft der „Finzi-Contini“.
In der Erzählung „Weitere Nachrichten über Bruno Lattes“ reist Bruno ins Seebad Abbazia in Istrien, wo Adriana mit ihrer Familie Urlaub macht, und erfährt, dass die „Arierin“ ihre Beziehung beendet hat und einer Aussprache ausweicht.
Im „Finzi-Contini“-Roman erzählt Malnate von der „Sozialistin der humanitären Spielart“ Clelia Trotti, die er bei einer Versammlung kennengelernt hat (Teil III, Kap. 4).
Clelia Trotti wird auch in der Erzählung „In einer Nacht des Jahres 1943“ erwähnt: Im Sommer 1946 findet ein Prozess statt, der von dem, aus „Eine Gedenktafel in der Via Mazzini“ bekannten, Provinzialsekretär der Partisanenvereinigung Nino Bottecchiari initiiert wurde. Angeklagt sind einige für die Erschießung von elf Ferrareser Bürgern verantwortliche Faschisten. Ihr Anführer Carlo Aretusi leugnet seine Beteiligung und begründet seine friedfertige Haltung damit, dass auf seine Intervention hin die Sozialisten Mauro Bottechiari, Ninos Onkel, und Clelia Trotti zu Weihnachten 1943 aus dem Gefängnis in der Via Piangipane entlassen wurden.